# Dialeto kölsch
O kölsch (lit. "coloniano") é um grupo de dialetos ou variantes muito próximas entre si do grupo de dialetos ripuarianos do grupo linguístico centro-alemão. O kölsch é falado principal e parcialmente em torno de Colônia, na área de abrangência da Arquidiocese e do antigo Principado de Colônia, desde Düsseldorf até o sul de Bonn, oeste de Düren e o leste de Olpe, no noroeste da Alemanha. O kölsch é um dos poucos dialetos urbanos da Alemanha, juntamente com, por exemplo, o de Berlim ("Berliner Schnauze"), e um dos poucos onde o ß (eszett) pode aparecer dobrado, como por exemplo na palavra ėßß ("ser/estar").